# Irisbus Recreo
Irisbus Recreo — школьный автобус производства Irisbus, Karosa и Renault Trucks.

## Первое поколение (1997—2001)
Первое поколение выпускалось в 1997—2001 годах на заводах Renault Trucks и Karosa. Модели, выпускавшиеся на заводе Renault Trucks, получили название Renault Recreo, модели, выпускавшиеся на заводе Karosa, получили название Karosa C935. Обе модели были укомплектованы двигателем Renault MIHR 06.20.45. В 1999 году модели Karosa C935 были модернизированы, и название изменилось на Karosa C935E. Место водителя отделено от пассажирского салона стеклянной перегородкой. Передняя ось взята от производителя LIAZ. В 2001 году производство было завершено.

## Второе поколение (2001—2007)

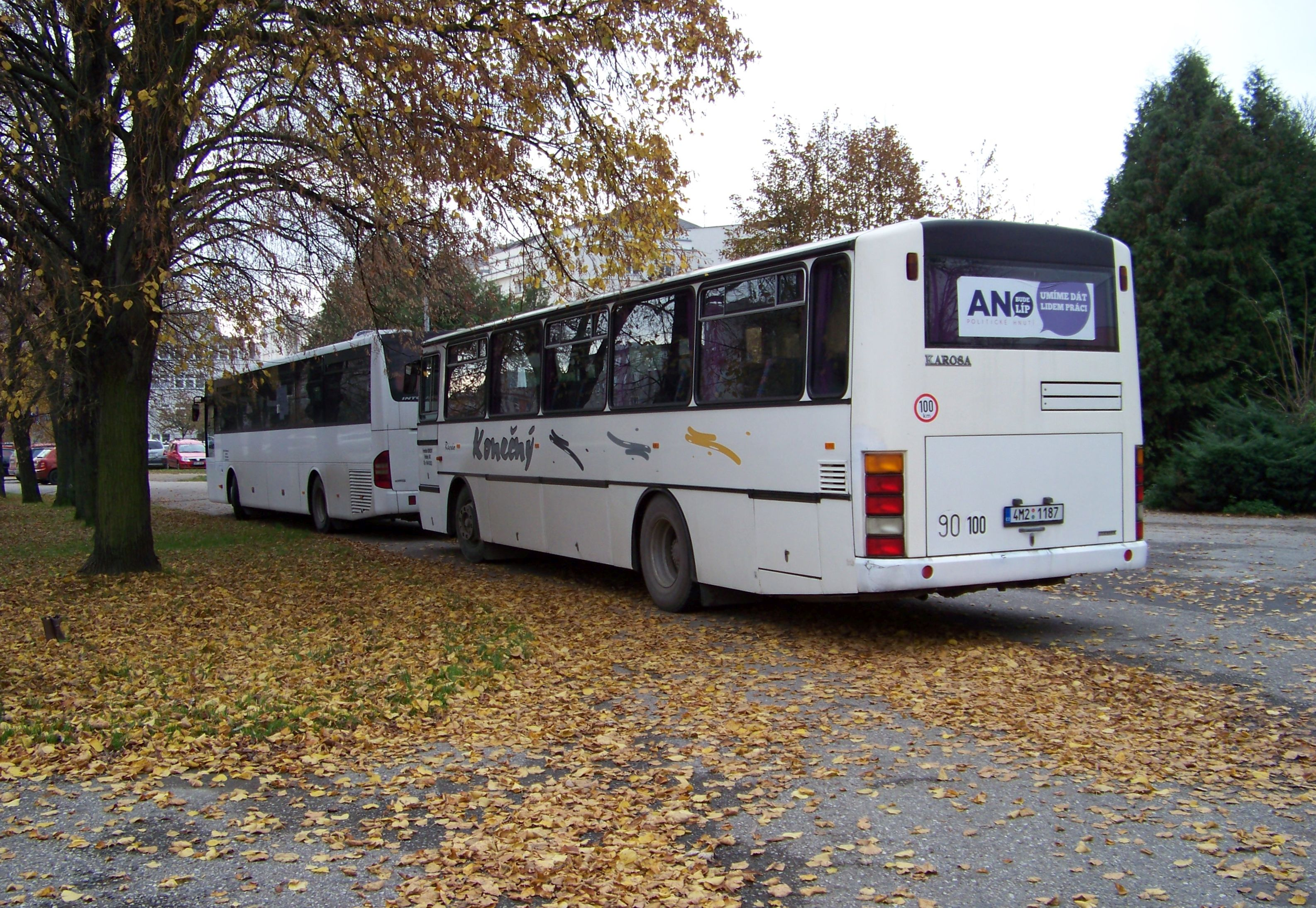
Irisbus Recreo C935E (вид сзади)

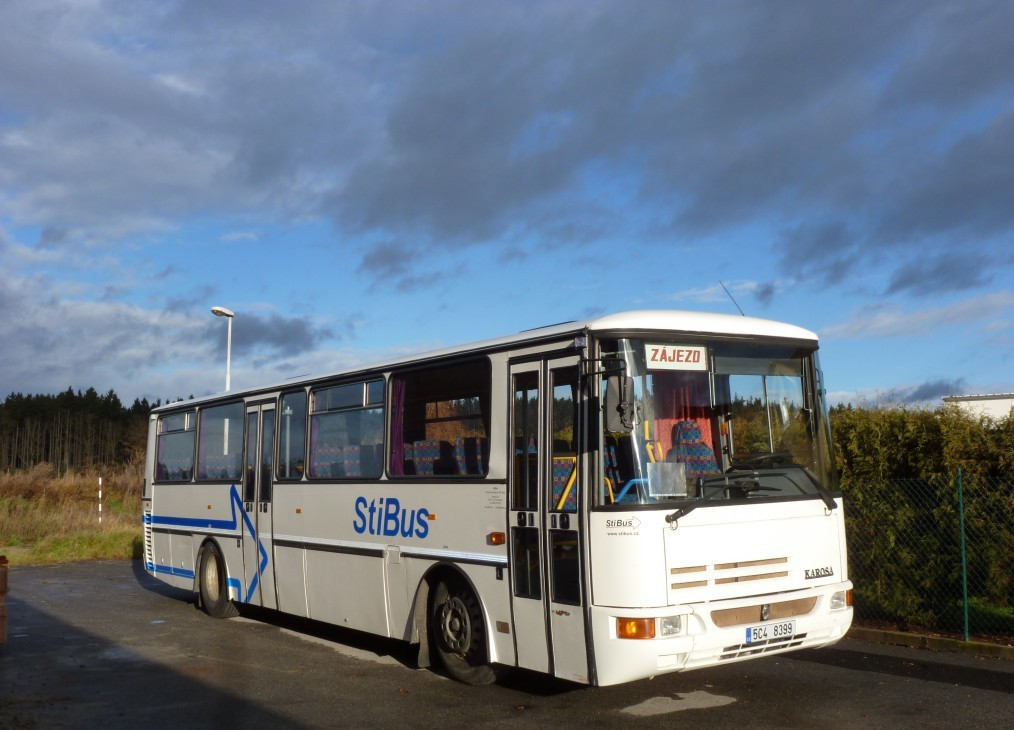
Karosa C935 (вид спереди)

Второе поколение выпускалось в 2001—2007 годах на заводах Irisbus и Karosa. Модели, выпускавшиеся на заводе Irisbus, получили название Irisbus Recreo, модели, выпускавшиеся на заводе Karosa, получили название Karosa C955. Двигатель Renault MIHR 06.20.45 был вытеснен двигателем Iveco Cursor 8, скорость теперь ограничена до 100 км/ч, передач стало на одну больше.

## Третье поколение (2006—2013)
Третье поколение выпускалось в 2006—2013 годах, причём в 2006—2007 годах параллельно с предыдущим. Модель получила название Irisbus New Recreo. К двигателю Iveco Cursor 8 прибавился двигатель Tector 6. Внешне Irisbus New Recreo напоминает Irisbus Arway и Irisbus Crossway.